# ヴェンツェル・フォン・エスターライヒ
ヴェンツェル・フォン・エスターライヒ（Erzherzog Wenzel von Österreich, 1561年3月9日 - 1578年9月22日）は、神聖ローマ皇帝マクシミリアン2世と皇后マリア・デ・アウストリアの第11子、八男。

## 生涯
1577年、母方の伯父のスペイン王フェリペ2世によって、カスティーリャ王国のマルタ騎士修道会会長に任命されたが、翌1578年に17歳で死去した。遺骸はエル・エスコリアル修道院の王子廟（Panteón de Infantes）に葬られた。